# لیگ دسته دوم فوتبال زنان ایران
لیگ دسته دوم فوتبال زنان ایران، سومین سطح از فوتبال زنان در ایران است. این لیگ زیر نظر فدراسیون فوتبال ایران برگزار می‌شود.

## پیشینه
در سال ۲۰۲۴، با شرکت باشگاه فوتبال زنان استقلال تهران، باشگاه فوتبال زنان تراکتور تبریز، باشگاه فوتبال زنان نساجی مازنداران و حضور تیم‌های زنان چندین تیم لیگ برتری در آن مورد توجه رسانه‌ها قرار گرفت. تیم‌های صعود کننده از این لیگ، فصل آینده در لیگ دسته اول فوتبال زنان ایران رقابت خواهند کرد.

## روش برگزاری
این لیگ، ۲۴ تیمی است و تیم‌ها در ۶ گروه ۴ تیمی به صورت بازی‌های رفت و برگشت، به رقابت می‌پردازند.

## اسپانسرها، پوشاک و پخش تلویزیونی
لیگ دسته دوم فوتبال بانوان ایران زیر نظر فدراسیون فوتبال ایران برگزار می‌گردد. اسپانسرهای این لیگ، می‌توانند از لیگ برتر زنان و لیگ دسته یک زنان فوتبال ایران، جدا باشند. هم‌اکنون این لیگ هیچ گونه پخش تلویزیونی ندارد.